# ساروس خورشیدی ۱۴۳
ساروس ۱۴۳ دوره‌ای زمانی با چرخه‌ای حدود ۱۸ سال و ۱۱ روز و ۸ ساعت (تقریباً ۶۵۸۵ و یک سوم روز) است که شامل ۷۲ خورشیدگرفتگی می‌شود.

## رخدادها
| ساروس | عضو | تاریخ                        | زمان (بزرگ‌ترین) ساعت هماهنگ جهانی | نوع    | مکان طول و عرض جغرافیایی | گاما    | قدر    | گُستره (km) | مدت زمان (دقیقه: ثانیه) | منبع |
| ----- | --- | ---------------------------- | --------------------------------- | ------ | ------------------------ | ------- | ------ | ---------- | ----------------------- | ---- |
| ۱۴۳   | ۱   | ۷ مارس ۱۶۱۷                  | ۱۰:۰۵:۳۶                          | جزئی   | 61.2N 48.6W              | 1.511   | 0.0419 |            |                         |      |
| ۱۴۳   | ۲   | ۱۸ مارس ۱۶۳۵                 | ۱۸:۲۴:۵۳                          | جزئی   | 61.1N 177.7E             | 1.4813  | 0.0973 |            |                         |      |
| ۱۴۳   | ۳   | ۲۹ مارس ۱۶۵۳                 | ۲:۳۸:۰۶                           | جزئی   | 61.2N 45.6E              | 1.4469  | 0.1622 |            |                         |      |
| ۱۴۳   | ۴   | ۹ آوریل ۱۶۷۱                 | ۱۰:۴۱:۲۵                          | جزئی   | 61.4N 84.1W              | 1.4047  | 0.2423 |            |                         |      |
| ۱۴۳   | ۵   | ۱۹ آوریل ۱۶۸۹                | ۱۸:۳۹:۲۳                          | جزئی   | 61.7N 147.5E             | 1.3581  | 0.3312 |            |                         |      |
| ۱۴۳   | ۶   | ۲ مه ۱۷۰۷                    | ۲:۲۸:۱۷                           | جزئی   | 62.2N 21.4E              | 1.3047  | 0.4339 |            |                         |      |
| ۱۴۳   | ۷   | ۱۲ مه ۱۷۲۵                   | ۱۰:۱۲:۱۹                          | جزئی   | 62.8N 103.7W             | 1.2472  | 0.5447 |            |                         |      |
| ۱۴۳   | ۸   | ۲۳ مه ۱۷۴۳                   | ۱۷:۴۸:۵۵                          | جزئی   | 63.5N 132.9E             | 1.1838  | 0.6672 |            |                         |      |
| ۱۴۳   | ۹   | ۳ ژوئن ۱۷۶۱                  | ۱:۲۲:۳۸                           | جزئی   | 64.4N 9.9E               | 1.1182  | 0.7939 |            |                         |      |
| ۱۴۳   | ۱۰  | ۱۴ ژوئن ۱۷۷۹                 | ۸:۵۱:۲۸                           | جزئی   | 65.3N 112.1W             | 1.0489  | 0.9276 |            |                         |      |
| ۱۴۳   | ۱۱  | ۲۴ ژوئن ۱۷۹۷                 | ۱۶:۱۸:۱۳                          | کامل   | 77.2N 133.9E             | ۰٫۹۷۸   | ۱٫۰۵۷  | ۹۷۵        | ۲ دقیقه و ۴۷ ثانیه      |      |
| ۱۴۳   | ۱۲  | ۶ ژوئیه ۱۸۱۵                 | ۲۳:۴۳:۰۷                          | کامل   | 88.1N 162.7W             | ۰٫۹۰۶۲  | ۱٫۰۵۹۳ | ۴۷۰        | ۳ دقیقه و ۱۳ ثانیه      |      |
| ۱۴۳   | ۱۳  | ۱۷ ژوئیه ۱۸۳۳                | ۷:۰۸:۰۲                           | کامل   | 77.5N 92.5E              | ۰٫۸۳۴۸  | ۱٫۰۵۹۱ | ۳۵۷        | ۳ دقیقه و ۲۹ ثانیه      |      |
| ۱۴۳   | ۱۴  | خورشیدگرفتگی ۲۸ ژوئیه ۱۸۵۱   | ۱۴:۳۳:۴۲                          | کامل   | 68N 19.6W                | ۰٫۷۶۴۴  | ۱٫۰۵۷۷ | ۲۹۶        | ۳ دقیقه و ۴۱ ثانیه      |      |
| ۱۴۳   | ۱۵  | خورشیدگرفتگی ۷ اوت ۱۸۶۹      | ۲۲:۰۱:۰۵                          | کامل   | 59.1N 133.2W             | ۰٫۶۹۶   | ۱٫۰۵۵۱ | ۲۵۴        | ۳ دقیقه و ۴۸ ثانیه      |      |
| ۱۴۳   | ۱۶  | خورشیدگرفتگی ۱۹ اوت ۱۸۸۷     | ۵:۳۲:۰۵                           | کامل   | 50.6N 111.9E             | ۰٫۶۳۱۲  | ۱٫۰۵۱۸ | ۲۲۱        | ۳ دقیقه و ۵۰ ثانیه      |      |
| ۱۴۳   | ۱۷  | خورشیدگرفتگی ۳۰ اوت ۱۹۰۵     | ۱۳:۰۷:۲۶                          | کامل   | 42.5N 4.3W               | ۰٫۵۷۰۸  | ۱٫۰۴۷۷ | ۱۹۲        | ۳ دقیقه و ۴۶ ثانیه      |      |
| ۱۴۳   | ۱۸  | خورشیدگرفتگی ۱۰ سپتامبر ۱۹۲۳ | ۲۰:۴۷:۲۹                          | کامل   | 34.7N 121.8W             | ۰٫۵۱۴۹  | ۱٫۰۴۳  | ۱۶۷        | ۳ دقیقه و ۳۷ ثانیه      |      |
| ۱۴۳   | ۱۹  | خورشیدگرفتگی ۲۱ سپتامبر ۱۹۴۱ | ۴:۳۴:۰۳                           | کامل   | 27.3N 119.1E             | ۰٫۴۶۴۹  | ۱٫۰۳۷۹ | ۱۴۳        | ۳ دقیقه و ۲۲ ثانیه      |      |
| ۱۴۳   | ۲۰  | خورشیدگرفتگی ۲ اکتبر ۱۹۵۹    | ۱۲:۲۷:۰۰                          | کامل   | 20.4N 1.4W               | ۰٫۴۲۰۷  | ۱٫۰۳۲۵ | ۱۲۰        | ۳ دقیقه و ۲ ثانیه       |      |
| ۱۴۳   | ۲۱  | خورشیدگرفتگی ۱۲ اکتبر ۱۹۷۷   | ۲۰:۲۷:۲۷                          | کامل   | 14.1N 123.6W             | ۰٫۳۸۳۶  | ۱٫۰۲۶۹ | ۹۹         | ۲ دقیقه و ۳۷ ثانیه      |      |
| ۱۴۳   | ۲۲  | خورشیدگرفتگی ۲۴ اکتبر ۱۹۹۵   | ۴:۳۳:۳۰                           | کامل   | 8.4N 113.2E              | ۰٫۳۵۱۸  | ۱٫۰۲۱۳ | ۷۸         | ۲ دقیقه و ۱۰ ثانیه      |      |
| ۱۴۳   | ۲۳  | خورشیدگرفتگی ۳ نوامبر ۲۰۱۳   | ۱۲:۴۷:۳۶                          | مرکب   | 3.5N 11.7W               | ۰٫۳۲۷۲  | ۱٫۰۱۵۹ | ۵۸         | ۱ دقیقه و ۴۰ ثانیه      |      |
| ۱۴۳   | ۲۴  | خورشیدگرفتگی ۱۴ نوامبر ۲۰۳۱  | ۲۱:۰۷:۳۱                          | مرکب   | 0.6S 137.6W              | ۰٫۳۰۷۸  | ۱٫۰۱۰۶ | ۳۸         | ۱ دقیقه و ۸ ثانیه       |      |
| ۱۴۳   | ۲۵  | خورشیدگرفتگی ۲۵ نوامبر ۲۰۴۹  | ۵:۳۳:۴۸                           | مرکب   | 3.8S 95.2E               | ۰٫۲۹۴۳  | ۱٫۰۰۵۷ | ۲۱         | ۰ دقیقه و ۳۸ ثانیه      |      |
| ۱۴۳   | ۲۶  | خورشیدگرفتگی ۶ دسامبر ۲۰۶۷   | ۱۴:۰۳:۴۳                          | مرکب   | 6S 32.4W                 | ۰٫۲۸۴۵  | ۱٫۰۰۱۱ | ۴          | ۰ دقیقه و ۸ ثانیه       |      |
| ۱۴۳   | ۲۷  | خورشیدگرفتگی ۱۶ دسامبر ۲۰۸۵  | ۲۲:۳۷:۴۸                          | حلقه‌ای | 7.3S 160.8W              | ۰٫۲۷۸۶  | ۰٫۹۹۷۱ | ۱۰         | ۰ دقیقه و ۱۹ ثانیه      |      |
| ۱۴۳   | ۲۸  | ۲۹ دسامبر ۲۱۰۳               | ۷:۱۳:۱۸                           | حلقه‌ای | 7.5S 70.5E               | ۰٫۲۷۴۷  | ۰٫۹۹۳۶ | ۲۳         | ۰ دقیقه و ۴۳ ثانیه      |      |
| ۱۴۳   | ۲۹  | ۸ ژانویه ۲۱۲۲                | ۱۵:۴۸:۵۱                          | حلقه‌ای | 6.9S 58.2W               | ۰٫۲۷۱۳  | ۰٫۹۹۰۷ | ۳۴         | ۱ دقیقه و ۲ ثانیه       |      |
| ۱۴۳   | ۳۰  | ۲۰ ژانویه ۲۱۴۰               | ۰:۲۳:۱۱                           | حلقه‌ای | 5.5S 173.4E              | ۰٫۲۶۷۶  | ۰٫۹۸۸۲ | ۴۳         | ۱ دقیقه و ۱۷ ثانیه      |      |
| ۱۴۳   | ۳۱  | ۳۰ ژانویه ۲۱۵۸               | ۸:۵۴:۳۷                           | حلقه‌ای | 3.4S 45.5E               | ۰٫۲۶۲   | ۰٫۹۸۶۳ | ۵۰         | ۱ دقیقه و ۲۷ ثانیه      |      |
| ۱۴۳   | ۳۲  | ۱۰ فوریه ۲۱۷۶                | ۱۷:۲۱:۲۱                          | حلقه‌ای | 0.9S 81.3W               | ۰٫۲۵۳۲  | ۰٫۹۸۴۹ | ۵۵         | ۱ دقیقه و ۳۴ ثانیه      |      |
| ۱۴۳   | ۳۳  | ۲۱ فوریه ۲۱۹۴                | ۱:۴۱:۳۱                           | حلقه‌ای | 1.9N 153.5E              | ۰٫۲۳۹۶  | ۰٫۹۸۴  | ۵۸         | ۱ دقیقه و ۳۸ ثانیه      |      |
| ۱۴۳   | ۳۴  | ۴ مارس ۲۲۱۲                  | ۹:۵۵:۰۰                           | حلقه‌ای | 4.9N 30.1E               | ۰٫۲۲۱۱  | ۰٫۹۸۳۴ | ۶۰         | ۱ دقیقه و ۴۰ ثانیه      |      |
| ۱۴۳   | ۳۵  | ۱۵ مارس ۲۲۳۰                 | ۱۸:۰۰:۲۶                          | حلقه‌ای | 7.9N 91.3W               | ۰٫۱۹۶۴  | ۰٫۹۸۳۱ | ۶۱         | ۱ دقیقه و ۴۰ ثانیه      |      |
| ۱۴۳   | ۳۶  | ۲۶ مارس ۲۲۴۸                 | ۱:۵۶:۰۱                           | حلقه‌ای | 10.6N 150.1E             | ۰٫۱۶۴۳  | ۰٫۹۸۲۹ | ۶۱         | ۱ دقیقه و ۴۱ ثانیه      |      |
| ۱۴۳   | ۳۷  | ۶ آوریل ۲۲۶۶                 | ۹:۴۲:۳۷                           | حلقه‌ای | 12.9N 34E                | ۰٫۱۲۵۵  | ۰٫۹۸۲۹ | ۶۱         | ۱ دقیقه و ۴۲ ثانیه      |      |
| ۱۴۳   | ۳۸  | ۱۶ آوریل ۲۲۸۴                | ۱۷:۱۹:۲۲                          | حلقه‌ای | 14.6N 79.2W              | ۰٫۰۷۹۲  | ۰٫۹۸۲۷ | ۶۱         | ۱ دقیقه و ۴۵ ثانیه      |      |
| ۱۴۳   | ۳۹  | ۲۹ آوریل ۲۳۰۲                | ۰:۴۷:۱۹                           | حلقه‌ای | 15.6N 170E               | ۰٫۰۲۶۳  | ۰٫۹۸۲۵ | ۶۲         | ۱ دقیقه و ۴۹ ثانیه      |      |
| ۱۴۳   | ۴۰  | ۹ مه ۲۳۲۰                    | ۸:۰۴:۳۳                           | حلقه‌ای | 15.6N 62.1E              | -۰٫۰۳۴۷ | ۰٫۹۸۲  | ۶۴         | ۱ دقیقه و ۵۶ ثانیه      |      |
| ۱۴۳   | ۴۱  | ۲۰ مه ۲۳۳۸                   | ۱۵:۱۴:۲۰                          | حلقه‌ای | 14.5N 44W                | -۰٫۱۰۱۱ | ۰٫۹۸۱۲ | ۶۷         | ۲ دقیقه و ۷ ثانیه       |      |
| ۱۴۳   | ۴۲  | ۳۰ مه ۲۳۵۶                   | ۲۲:۱۵:۱۸                          | حلقه‌ای | 12.2N 148W               | -۰٫۱۷۳۵ | ۰٫۹۸   | ۷۲         | ۲ دقیقه و ۲۱ ثانیه      |      |
| ۱۴۳   | ۴۳  | ۱۱ ژوئن ۲۳۷۴                 | ۵:۰۹:۵۶                           | حلقه‌ای | 8.8N 109.1E              | -۰٫۲۵۰۴ | ۰٫۹۷۸۴ | ۷۹         | ۲ دقیقه و ۳۹ ثانیه      |      |
| ۱۴۳   | ۴۴  | ۲۱ ژوئن ۲۳۹۲                 | ۱۱:۵۷:۵۸                          | حلقه‌ای | 4.1N 7.3E                | -۰٫۳۳۱۹ | ۰٫۹۷۶۲ | ۹۰         | ۳ دقیقه و ۲ ثانیه       |      |
| ۱۴۳   | ۴۵  | ۲ ژوئیه ۲۴۱۰                 | ۱۸:۴۲:۳۰                          | حلقه‌ای | 1.6S 94.4W               | -۰٫۴۱۵۲ | ۰٫۹۷۳۵ | ۱۰۴        | ۳ دقیقه و ۲۵ ثانیه      |      |
| ۱۴۳   | ۴۶  | ۱۳ ژوئیه ۲۴۲۸                | ۱:۲۳:۵۵                           | حلقه‌ای | 8.3S 163.9E              | -۰٫۴۹۹۸ | ۰٫۹۷۰۲ | ۱۲۳        | ۳ دقیقه و ۵۰ ثانیه      |      |
| ۱۴۳   | ۴۷  | ۲۴ ژوئیه ۲۴۴۶                | ۸:۰۳:۱۱                           | حلقه‌ای | 16S 61.9E                | -۰٫۵۸۵۴ | ۰٫۹۶۶۵ | ۱۴۹        | ۴ دقیقه و ۱۳ ثانیه      |      |
| ۱۴۳   | ۴۸  | ۳ اوت ۲۴۶۴                   | ۱۴:۴۳:۰۰                          | حلقه‌ای | 24.5S 41.3W              | -۰٫۶۶۹۲ | ۰٫۹۶۲۱ | ۱۸۴        | ۴ دقیقه و ۳۲ ثانیه      |      |
| ۱۴۳   | ۴۹  | ۱۴ اوت ۲۴۸۲                  | ۲۱:۲۳:۳۶                          | حلقه‌ای | 33.7S 145.8W             | -۰٫۷۵۱۵ | ۰٫۹۵۷۳ | ۲۳۴        | ۴ دقیقه و ۴۵ ثانیه      |      |
| ۱۴۳   | ۵۰  | ۲۶ اوت ۲۵۰۰                  | ۴:۰۸:۱۶                           | حلقه‌ای | 43.8S 106.9E             | -۰٫۸۲۹۶ | ۰٫۹۵۱۸ | ۳۱۳        | ۴ دقیقه و ۵۳ ثانیه      |      |
| ۱۴۳   | ۵۱  | ۶ سپتامبر ۲۵۱۸               | ۱۰:۵۵:۴۱                          | حلقه‌ای | 54.9S 4.8W               | -۰٫۹۰۴۶ | ۰٫۹۴۵۸ | ۴۶۷        | ۴ دقیقه و ۵۴ ثانیه      |      |
| ۱۴۳   | ۵۲  | ۱۶ سپتامبر ۲۵۳۶              | ۱۷:۵۰:۱۸                          | حلقه‌ای | 67.2S 131.1W             | -۰٫۹۷۲۷ | ۰٫۹۳۸۵ | ۱۰۲۵       | ۴ دقیقه و ۴۸ ثانیه      |      |
| ۱۴۳   | ۵۳  | ۲۸ سپتامبر ۲۵۵۴              | ۰:۵۰:۱۴                           | جزئی   | 72.3S 76E                | -1.0357 | 0.8994 |            |                         |      |
| ۱۴۳   | ۵۴  | ۸ اکتبر ۲۵۷۲                 | ۷:۵۸:۲۰                           | جزئی   | 72S 44.8W                | -1.0915 | 0.8031 |            |                         |      |
| ۱۴۳   | ۵۵  | ۱۹ اکتبر ۲۵۹۰                | ۱۵:۱۳:۱۸                          | جزئی   | 71.5S 167W               | -1.1411 | 0.718  |            |                         |      |
| ۱۴۳   | ۵۶  | ۳۰ اکتبر ۲۶۰۸                | ۲۲:۳۷:۲۵                          | جزئی   | 70.8S 69E                | -1.1828 | 0.6469 |            |                         |      |
| ۱۴۳   | ۵۷  | ۱۱ نوامبر ۲۶۲۶               | ۶:۰۸:۴۵                           | جزئی   | 70S 56.1W                | -1.218  | 0.5874 |            |                         |      |
| ۱۴۳   | ۵۸  | ۲۱ نوامبر ۲۶۴۴               | ۱۳:۴۷:۲۹                          | جزئی   | 69S 177.5E               | -1.2468 | 0.539  |            |                         |      |
| ۱۴۳   | ۵۹  | ۲ دسامبر ۲۶۶۲                | ۲۱:۳۲:۵۴                          | جزئی   | 67.9S 50.2E              | -1.2698 | 0.5007 |            |                         |      |
| ۱۴۳   | ۶۰  | ۱۳ دسامبر ۲۶۸۰               | ۵:۲۵:۰۳                           | جزئی   | 66.8S 78.3W              | -1.2874 | 0.4715 |            |                         |      |
| ۱۴۳   | ۶۱  | ۲۴ دسامبر ۲۶۹۸               | ۱۳:۲۱:۰۸                          | جزئی   | 65.8S 152.7E             | -1.3014 | 0.4485 |            |                         |      |
| ۱۴۳   | ۶۲  | ۴ ژانویه ۲۷۱۷                | ۲۱:۲۰:۵۳                          | جزئی   | 64.7S 23.3E              | -1.3123 | 0.4307 |            |                         |      |
| ۱۴۳   | ۶۳  | ۱۶ ژانویه ۲۷۳۵               | ۵:۲۱:۳۶                           | جزئی   | 63.8S 106W               | -1.3223 | 0.4143 |            |                         |      |
| ۱۴۳   | ۶۴  | ۲۶ ژانویه ۲۷۵۳               | ۱۳:۲۳:۳۹                          | جزئی   | 63S 124.7E               | -1.3311 | 0.3997 |            |                         |      |
| ۱۴۳   | ۶۵  | ۶ فوریه ۲۷۷۱                 | ۲۱:۲۲:۱۲                          | جزئی   | 62.3S 3.5W               | -1.3429 | 0.3802 |            |                         |      |
| ۱۴۳   | ۶۶  | ۱۷ فوریه ۲۷۸۹                | ۵:۱۹:۱۸                           | جزئی   | 61.7S 131.1W             | -1.3557 | 0.3587 |            |                         |      |
| ۱۴۳   | ۶۷  | ۲۸ فوریه ۲۸۰۷                | ۱۳:۱۰:۰۸                          | جزئی   | 61.4S 102.9E             | -1.3736 | 0.3288 |            |                         |      |
| ۱۴۳   | ۶۸  | ۱۰ مارس ۲۸۲۵                 | ۲۰:۵۶:۴۴                          | جزئی   | 61.1S 21.8W              | -1.3948 | 0.293  |            |                         |      |
| ۱۴۳   | ۶۹  | ۲۲ مارس ۲۸۴۳                 | ۴:۳۴:۱۱                           | جزئی   | 61.1S 144.3W             | -1.4236 | 0.2443 |            |                         |      |
| ۱۴۳   | ۷۰  | ۱ آوریل ۲۸۶۱                 | ۱۲:۰۶:۰۴                          | جزئی   | 61.2S 94.6E              | -1.4566 | 0.188  |            |                         |      |
| ۱۴۳   | ۷۱  | ۱۲ آوریل ۲۸۷۹                | ۱۹:۲۸:۲۹                          | جزئی   | 61.5S 24.2W              | -1.4973 | 0.1183 |            |                         |      |
| ۱۴۳   | ۷۲  | ۲۳ آوریل ۲۸۹۷                | ۲:۴۳:۱۷                           | جزئی   | 61.9S 141.2W             | -1.5438 | 0.038  |            |                         |      |